# 下洋镇 (徐闻县)
下洋镇，是中华人民共和国广东省湛江市徐闻县下辖的一个乡镇级行政单位。

## 行政区划
下洋镇下辖以下地区：
下洋社区、双沟村、海星村、后村、龙江塘村、小苏村、姑村、下港村、尖岭村、边坡村、地塘村和墩尾村。